# Billy Baxter (Fußballspieler, 1924)
William „Billy“ Baxter, auch bekannt als „Bill“ Baxter (* 21. September 1924 in Methil; † 9. November 2002 in East Wemyss), war ein schottischer Fußballspieler und -trainer. Der Außenläufer war Teil der Meistermannschaft der Wolverhampton Wanderers in der Saison 1953/54, kam dort jedoch dort nicht regelmäßig zum Zug und zog daraufhin zu Aston Villa weiter.

## Sportlicher Werdegang
Nach dem Schulabschluss 1939 schloss sich Baxter 1939 den Wolverhampton Wanderers an. Nach Gastauftritten für Leicester City, Mansfield Town und Notts County während des Zweiten Weltkriegs unterzeichnete er im September 1945 den ersten Profivertrag bei den „Wolves“. Am 4. Dezember 1948 debütierte er beim 1:0-Sieg gegen den FC Everton für den Erstligisten, nachdem kurz zuvor mit Ex-Spieler Stan Cullis neuer Trainer geworden war. Der sportliche Durchbruch in der ersten Mannschaft blieb ihm jedoch in der Folgezeit verwehrt. In der Saison 1951/52 hatte er mit 20 Ligaauftritten eine längere Einsatzserie und am 25. Dezember 1951 schoss er beim 3:3 gegen Aston Villa sein einziges Tor für den Klub. Als sich die Wolves in der Spielzeit 1953/54 aufmachten die englische Meisterschaft zu gewinnen, absolvierte Baxter fünf Partien, bevor er bereits im November 1953 zum „Nachbarn“ Aston Villa weiterzog. Gut zwei Monate vorher war sein Sohn Stuart geboren worden, der ebenfalls im Profifußball Bekanntheit als Spieler und Trainer erlangte.
In knapp vier Jahren bestritt Baxter mehr als 100 Pflichtspiele für Villa und auch nach seinem Rücktritt im Sommer 1957 blieb er den „Villans“ bis 1967 als Assistenztrainer erhalten. Später zog er in die schottische Heimat zurück und beim FC East Fife und den Raith Rovers hatte er ab Ende der 1960er-Jahre kurze Amtszeiten als Cheftrainer.
Er verstarb Anfang November 2002 im Alter von 78 Jahren.